# Botafogo FR
Botafogo de Futebol e Regatas je fotbalový klub z Brazílie, sídlící ve stejnojmenné čtvrti města Rio de Janeiro. Je tradičním účastníkem nejvyšší soutěže Campeonato Brasileiro Série A a zakládajícím členem Clube dos 13 (organizace nejdůležitějších brazilských týmů).
Slavná éra Botafoga se datuje do šedesátých let, kdy osm hráčů klubu získalo titul mistrů světa: Didi, Garrincha, Nílton Santos (1958 a 1962), Amarildo, Mário Zagallo (1962), Jairzinho, Paulo César a Roberto Miranda (1970). Tehdy bylo Botafogo druhým nejpopulárnějším klubem Brazílie, kdežto dnes spadlo až do druhé desítky počtu příznivců.
Největšími rivaly jsou Flamengo, Fluminense a Vasco da Gama, tedy další velkokluby Ria. Botafogu přeje jedna z nejstarších stále činných fanouškovských skupin v zemi – Torcida Jovem – založená roku 1969.

## Historie
Počátky Botafoga se kladou do roku 1894, kdy vznikl veslařský klub Club de Regatas Botafogo. V roce 1904 byl založen Botafogo Football Club. Obě organizace existovaly nezávisle na sobě do 8. prosince 1942, kdy se dohodly na fúzi a přijaly dnešní název.
Botafogo bylo u zrodu státní ligy Ria de Jaineira v roce 1906 a v roce 1907 vybojovalo titul za dělené první místo. V téže soutěži zaznamenalo rok poté nejvyšší výhru v historii brazilského fotbalu, když přehrálo 24:0 Mangueiru. Roku 1910 si na úvod připsalo prohro 1:4 od klubu América, tým okolo jmen jako Mimi Sodre a Abelardo de Lamare však následně zbylých devět zápasů vyhrál, nastřílel při nich 65 gólů a poprvé se stal mistrem. V letech 1930 až 1935 ovládli Cariocu každoročně – přispěl k tomu útok zahrnující Carvalha Leita, Rodolpha Barteczka (přezdívaného „Pateska“) nebo Nila. Ve 40. letech klub spoléhal na Helena. Obdobně jako před ním Carvalho Leite, i levý krajní obránce Nílton Santos svěřil plnou délku své kariéry Botafogu, kde vydržel 16 let a odehrál rekordních 718 zápasů. Mezi 50. a 60. lety Botafogo třikrát vyhrálo Cariocão a také turnaj mezi Rio de Jainerem a São Paulem, jejich úspěchům ale bránila podobně silná generace Santosu okolo Pelého, která je v roce 1962 připravila o triumf v domácím poháru Taca Brasil a odepřela jim účast ve finále Poháru osvoboditelů. V roce 1968 se o zisk domácího poháru zasadili Paulo César Lima (přezdívaný „Caju“), Gérson, Roberto Miranda, Rogério, Jairzinho a další.
V 70. a 80. letech trofeje nepřibývaly, přesto se týmu okolo Osmara a Mendonçy podařilo stanovit rekordní řadu 42 zápasů bez porážky trvající od října 1977 do července 1978 v rámci Brasileirãa, zatímco těm nejlepším týmům se nepodařilo neporazitelnost natáhnout ani na 25 zápasů. Dvě desetiletí bez „cenných kovů“ ukončil v roce 1989 finálový triumf nad Flamengem ve státní lize, o což se jediným gólem postaral Maurício. V roce 1993 Botafogo vyhrálo Copu CONMEBOL a dva roky nato poprvé i Brasileirão v novodobém formátu této brazilské ligové soutěže. V roce 1999 dokráčelo do finále domácího poháru, ve kterém ale nestačilo na sestupující Juventude.
Na přelomu století se klub zachraňoval, než v roce 2002 skutečně sestoupil. Avšak už první pokus navrátit se mezi elitu byl úspěšný a v roce 2006 se fanoušci Botafoga těšili z triumfu v Carioce, pod nímž stáli například „špílmachr“ Lúcio Flávio a útočník Dodô.
Na konci roku 2021 se Botafogo vrátilo do nejvyšší ligy. Následně do klubu vstoupil americký majitel John Textor, kvůli kterému byl nucen odejít dosavadní trenér Enderson Moreira. Textorovi náležel 90% podíl.

## O klubu

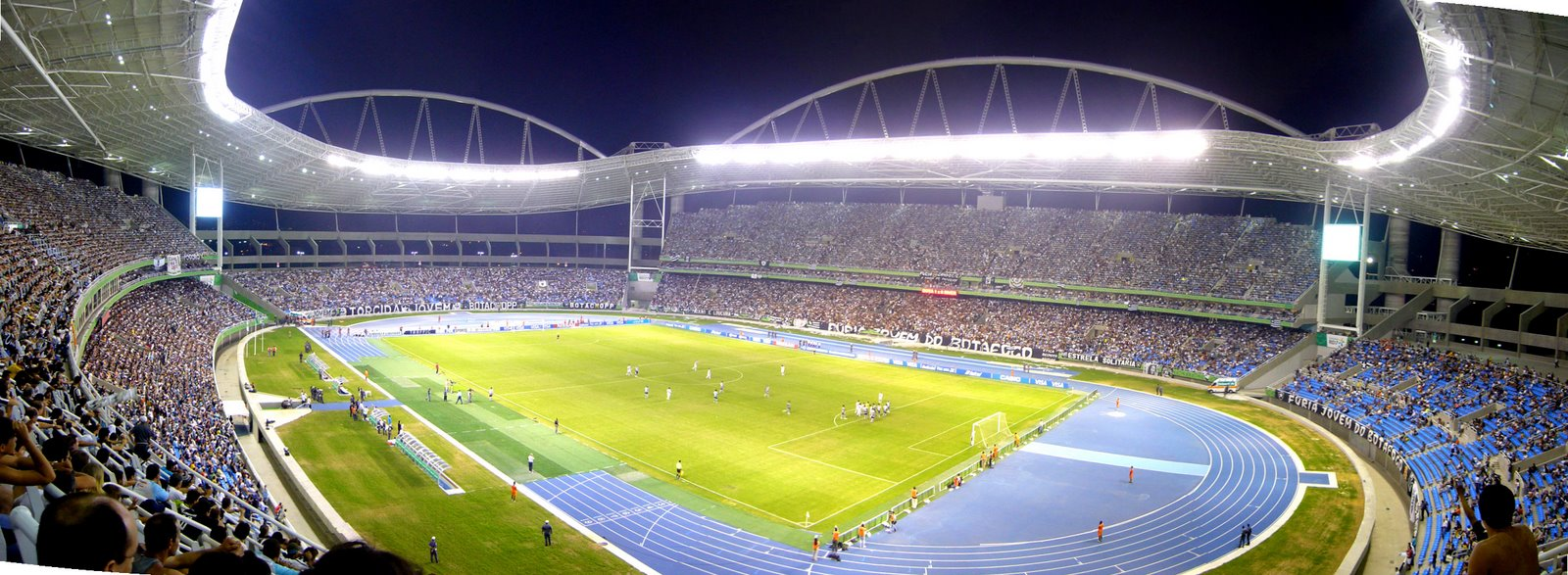
Estádio Olímpico João Havelange

Botafogo původně hrálo na Estádio General Severiano, od roku 2007 je jeho sídlem Estádio Olímpico Nilton Santos (dříve známé jako Estádio Olímpico João Havelange) pro 45 000 diváků. Barvy dresů jsou černá a bílá, klubová vlajka se skládá z devíti pruhů (střídavě pět černých a čtyři bílé) a černého kantonu s bílou pěticípou hvězdou: odtud přezdívka Estrela Solitária (osamělá hvězda). Maskotem Botafoga je Manequinho, soška čurajícího chlapečka.

## Úspěchy
- brazilská národní liga Campeonato Brasileiro Série A (Brasileirão) – 1968, 1995 (2× vítěz)[9]
- brazilská státní liga Campeonato Carioca (Cariocão) – 1907 (dělený), 1910, 1912, 1930, 1932, 1933, 1934, 1935*, 1948, 1957, 1961, 1962, 1967, 1968, 1989, 1990, 1997, 2006, 2010, 2013, 2018 (21× vítěz)[10]
- Copa CONMEBOL – 1993 (1× vítěz)[11]
- vítěz přípravných turnajů Tournament de Paris 1963 a Copa Teresa Herrera 1996

## Rivalita

### Botafogo versus Fluminense

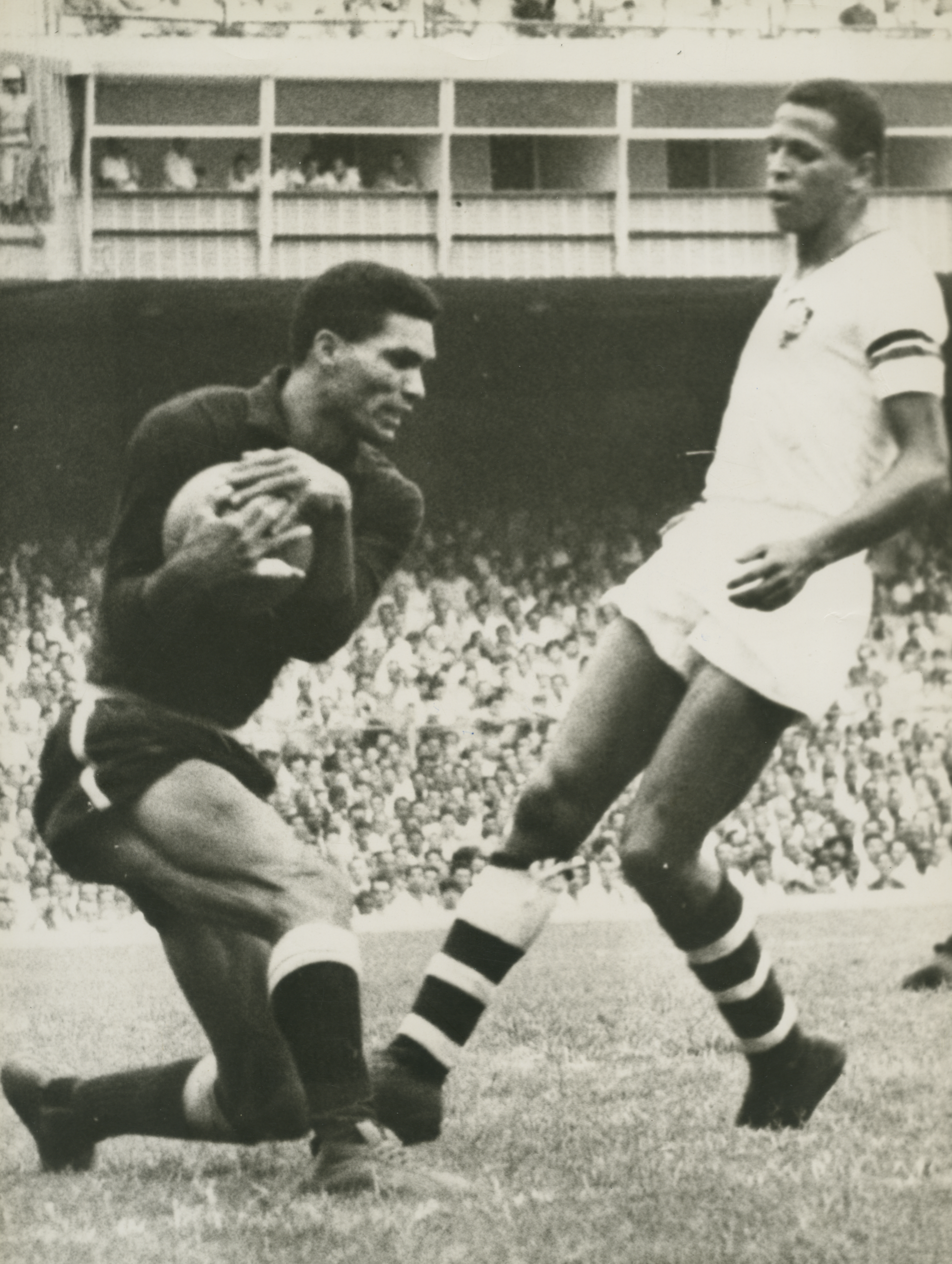
Vzájemný zápas hraný rok 1963

První derby mezi Botafogem a Fluminense nazývané Clássico Vovô diváci spatřili v říjnu 1905 a hráči Botafoga si z něj odnesli porážku 0:6. Další rok se odehrál premiérový vzájemný soutěžní zápas a Botafogo znovu podlehlo, tentokráte 0:8. Následující roky se začala hrát státní liga (zahrnující kluby ze státu Rio de Janeiro) a vzájemná bilance se vyrovnala. Kontroverzním se stal hned druhý ročník (1907), který oba rivalové zakončili s rovným počtem bodů, neboť rozřešení měl přinést zápas play-off, který se ovšem nikdy nekonal. Fluminense argumentovalo lepší gólovou bilancí, roku 1996 ovšem padlo definitivní rozhodnutí přisuzující titul oběma.
V roce 1957 šlo Botafogo do závěrečného střetu s Fluminense s možností získat titul, Botafogem 11 zápasů neporaženému soupeři ale stačila remíza. Tato série ovšem skončila vítězstvím Botafoga 6:2 – vedle křídelníka Garrinchy se pod ní pěti góly podepsal Paulinho Valentim, ačkoliv v řadách soupeře působil jeden ze dvou nejlepších střelců vzájemných střetnutí, a to Waldo Machado se 16 góly. Stejnou porci gólů na své konto přidal Heleno, útočník Botafoga ve 40. letech.

## Slavní hráči
- Carvalho Leite
- Quarentinha
- Nílton Santos
- Garrincha
- Gérson
- Jairzinho
- Alemão
- Josimar
- Dirceu
- Clarence Seedorf [13]
- Nicolás Lodeiro